# 陆丰东站
陆丰东站是汕汕铁路的一座高架车站，位于中华人民共和国广东省汕尾市陆丰市南塘镇白山村，规模为2台4线。

## 车站结构
本站为高架二层侧式车站。

### 车站楼层
| 地上二层 | 侧式站台 | 侧式站台                          | 侧式站台 | 侧式站台 |
|          | 上行站台 | 汕汕铁路 汕头方向（下站：惠来）   |          |          |
|          |          | 汕汕铁路 汕头方向越行线           |          |          |
|          |          | 汕汕铁路 汕尾方向越行线           |          |          |
|          | 下行站台 | 汕汕铁路 汕尾方向（下站：陆丰南） |          |          |
|          | 侧式站台 |                                   |          |          |
| 地面     | 站厅     | 售票处、候车区、进站口、出站口    |          |          |

## 历史
2023年12月26日，车站随汕汕铁路汕头南至汕尾段开通运营而启用。